# Miho Ninomiya
Miho Ninomiya –en japonés, 二宮 美穂, Ninomiya Miho– (22 de agosto de 1975) es una deportista japonesa que compitió en judo.
Ganó cuatro medallas en el Campeonato Mundial de Judo en los años 1997 y 1999, y cuatro medallas en el Campeonato Asiático de Judo en los años 1996 y 1997. En los Juegos Asiáticos de 1998 consiguió un medalla de bronce.

## Palmarés internacional
| Campeonato Mundial  | Campeonato Mundial           | Campeonato Mundial | Campeonato Mundial |
| Año                 | Lugar                        | Medalla            | Categoría          |
| ------------------- | ---------------------------- | ------------------ | ------------------ |
| 1997                | París (Francia)              | Medalla de plata   | +72 kg             |
| 1997                | París (Francia)              | Medalla de bronce  | Abierta            |
| 1999                | Birmingham (Reino Unido)     | Medalla de plata   | Abierta            |
| 1999                | Birmingham (Reino Unido)     | Medalla de bronce  | +78 kg             |
| Juegos Asiáticos    |                              |                    |                    |
| Año                 | Lugar                        | Medalla            | Categoría          |
| 1998                | Bangkok (Tailandia)          | Medalla de bronce  | +78 kg             |
| Campeonato Asiático |                              |                    |                    |
| Año                 | Lugar                        | Medalla            | Categoría          |
| 1996                | Ciudad Ho Chi Minh (Vietnam) | Medalla de bronce  | +72 kg             |
| 1996                | Ciudad Ho Chi Minh (Vietnam) | Medalla de bronce  | Abierta            |
| 1997                | Manila (Filipinas)           | Medalla de oro     | +72 kg             |
| 1997                | Manila (Filipinas)           | Medalla de oro     | Abierta            |